# 太田順一
太田 順一（おおた じゅんいち、1950年（昭和25年）4月28日 - ）は、日本の政治家。
2005年から2021年まで静岡県菊川市長を4期務めた。

## 経歴
1973年3月、國學院大學経済学部卒業。1990年、菊川町議会議員選挙に当選。議員として2期務めた後の1998年、同町の町長選挙に立候補し当選。この時の選挙の対立候補は、当時町長であった榛葉達男の長男で、後に参議院議員となる榛葉賀津也であった。
隣町の小笠町との合併協議をまとめ、2005年1月17日に合併して菊川市が誕生。市長が決まるまでの間の職務執行者を、勇退を決めていた小笠町長の黒田淳之助に任せ、1月30日の市長選に自由民主党の推薦を受けて立候補、初当選した。2009年、無投票で再選。2013年、元市議の落合良子を破り3選。2017年、元市議の小笠原宏昌を破り4選。2020年9月、翌年1月の市長選挙に立候補せず4期で退任する意向を示した。
2021年11月3日、秋の叙勲において旭日中綬章を受章。